# Mitraisme

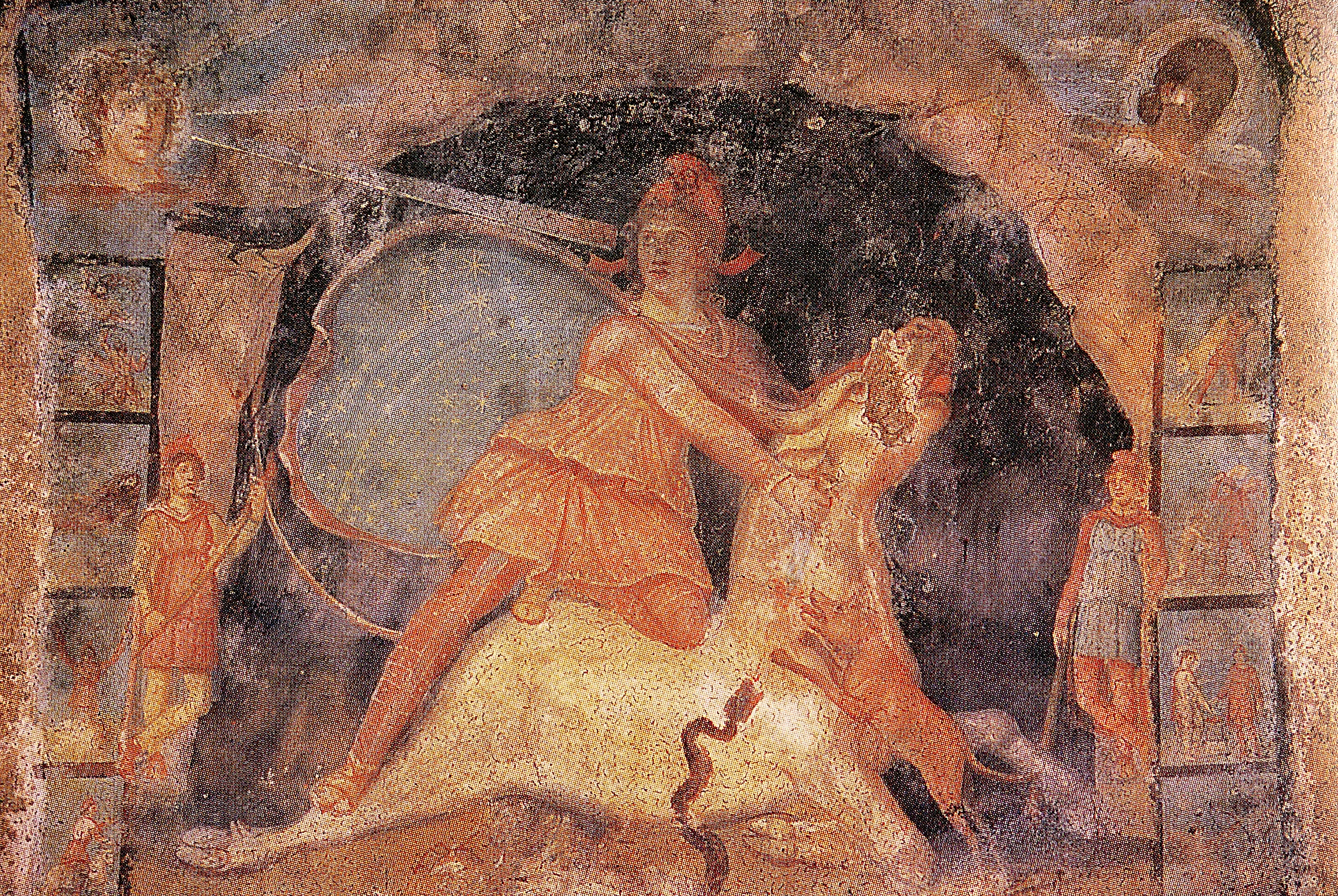
Mitra i el brau, pintura al fresc trobada a la ciutat de Marí (Itàlia). A cada banda i en mida desproporcionada estan Cautes i Cautopates els portadors de les torxes. A la part superior esquerra està el déu Sol amb cara humana, presenciant l'esdeveniment.

El mitraisme o misteris de Mitra era una religió mistèrica molt difosa pels territoris de l'Imperi Romà entre el segle i i el segle iv. Aquesta religió, que retia culte a una divinitat anomenada Mitra o Mitres, procedia d'Àsia i va ser introduïda pels soldats romans, entre els quals hi havia molts adeptes. Existeixen testimoniatges materials de la pràctica d'aquesta religió en nombrosos llocs de l'antic Imperi Romà: a Roma i a Òstia, així com a Mauritània, Britànnia, la Tarraconense i les províncies frontereres al llarg del riu Rin i del Danubi, consistents en restes de temples, inscripcions i obres d'art que representen el déu o altres aspectes de la religió. Malgrat la relativa abundància de restes arqueològiques, són molt escasses les referències en els textos clàssics a aquesta religió.
La pràctica del mitraisme, com la de totes les religions paganes, va ésser declarada il·legal l'any 391 per l'emperador Teodosi.

## Els orígens del mitraisme
Segons l'estudi de Franz Cumont publicat al començament del segle xx, l'origen del mitraisme es troba a Pèrsia (l'antic Iran). De fet, Mitra és una divinitat del panteó hindú-iranià l'origen de la qual pot remuntar-se fins al II mil·lenni aC: el seu nom és esmentat per primera vegada en un tractat entre els hitites i els mitannis, escrit cap al segle xv aC.
A l'Índia, Mitra figura als himnes vèdics com a déu de la llum, associat a Varuna. En els Avesta iranians, Mitra és un déu benèfic, col·laborador d'Ahura Mazda, i rep el sobrenom de «jutge de les ànimes». És possible que el seu culte arribés a Occident des de l'Iran gràcies a la difusió del zoroastrisme, del qual seria una mena d'heretgia. No obstant això, els estudis actuals del mitraisme es decanten per considerar que no pot admetre's una filiació directa entre el Mitra indoiranià i el del mitraisme, al qual de vegades denominen Mitres o Mithras, emprant la forma grega del seu nom per diferenciar-lo del primer.

## Els principis del mitraisme
La informació existent sobre el mitraisme, bastant fragmentària, es refereix a la seva pràctica durant l'Imperi Romà. Era una religió mistèrica, de tipus iniciàtic, basada en la transmissió oral amb un ritual que passava d'iniciat a iniciat, i no en un cos d'escriptures sagrades. Recull les concepcions dualistes d'origen mazdeista (zurvanisme). Com a totes les religions mistèriques, els adeptes estaven obligats a mantenir en secret els rituals del culte. Per això, la documentació escrita concernent al mitraisme és pràcticament inexistent.
L'estudi d'aquesta religió s'ha basat sobretot en la iconografia que decorava els mitreus.

### El mitreu

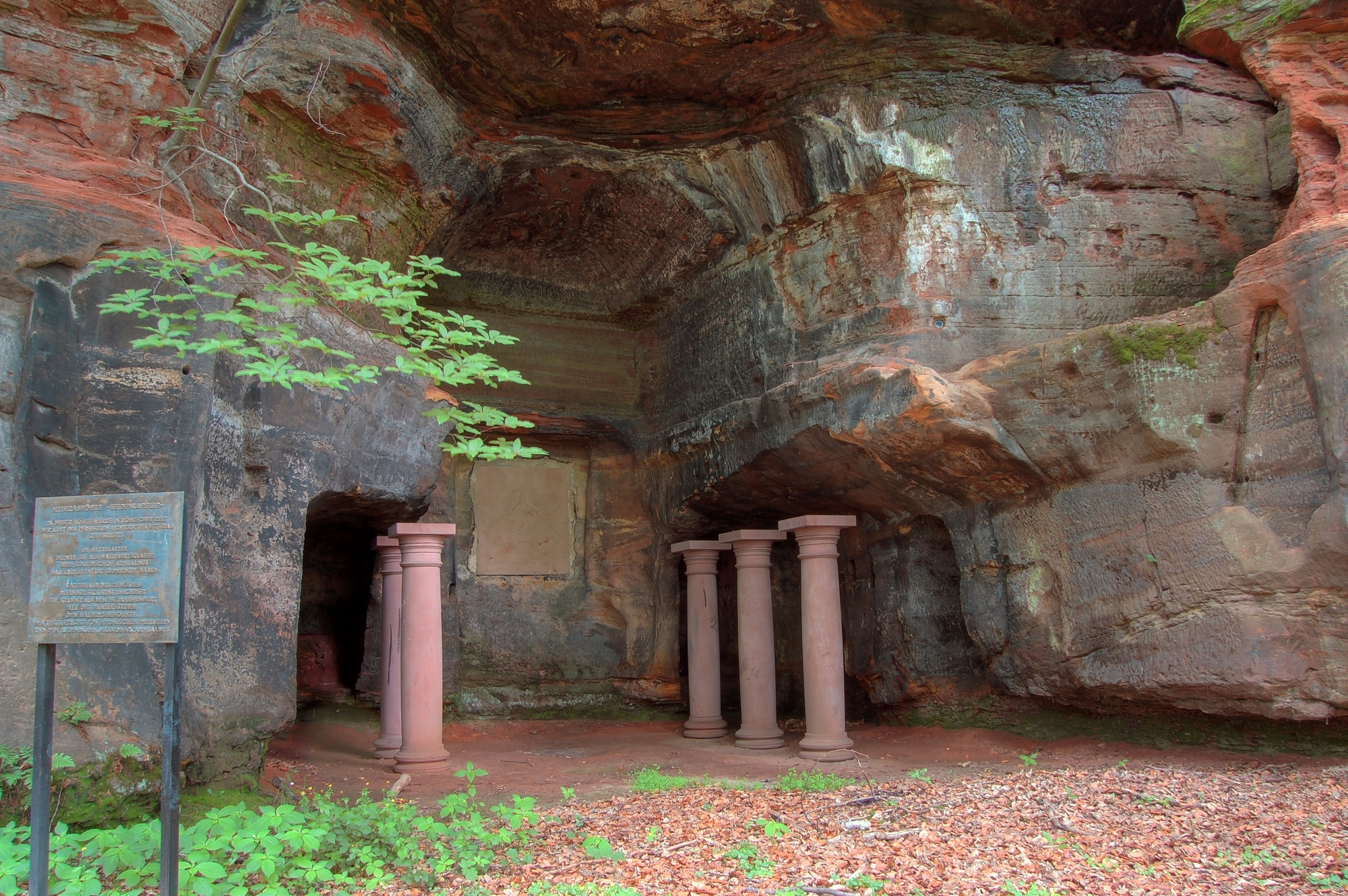
Entrada d'un mitreu trobat a la ciutat de Saarbrücken, Alemanya.

El culte de Mitra es realitzava en temples denominats mitreus (llatí mithraeum, pl. mithraea). Aquests espais eren al principi cavernes naturals, i, més endavant, construccions artificials que les imitaven, fosques i freturoses de finestres. Tenien una capacitat limitada; la major part de temples no podien acollir més de trenta o quaranta persones. Segons Porfiri el primer temple de Mitra va ser una cova a les muntanyes de Pèrsia on rajaven fonts naturals i la resta de temples eren imitacions d'aquesta.
En un mitreu típic poden distingir-se tres parts:
- L'avantcambra
- La spelaeum o spelunca (la cova), allargada sala rectangular decorada amb pintures i dues banquetes llargues al costat de cadascuna de les parets per als banquets sagrats.
- El santuari, al fons de la cova, on hi havia l'altar i la imatge —en pintura, baix relleu o estàtua exempta— de Mitra donant mort al brau, coneguda com a Mitra Tauròctons.

S'han trobat mitreus a molts dels països que van pertànyer a l'Imperi Romà. Alguns han estat convertits en criptes sota esglésies cristianes. La major concentració de mitreus es troba a la capital, Roma, però també se n'han descobert en llocs tan distants entre si com el nord d'Anglaterra i Palestina. La seva distribució per la geografia de l'Imperi està en relació amb les casernes i instal·lacions militars.

### La mitologia i la iconografia
No hi ha textos sobre el mitraisme escrits pels mateixos adeptes, per la qual cosa les úniques fonts per a conèixer aquesta religió són les imatges sagrades trobades en els mitreus.

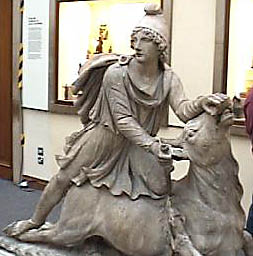
Mitra matant el brau, escultura del Museu Britànic, pertanyent a la Tauroctonia

#### El relat mític
Segons el relat que s'ha pogut deduir a partir de les imatges dels mitreus i els escassos testimoniatges escrits, el déu Mitra va néixer prop d'una deu sagrada, sota un arbre sagrat i d'una roca (la petra generatrix; Mitra és anomenat de petra natus). Això enllaça amb les tradicions armènies de la cova de Meher (Mitra). En el moment del seu naixement Mitra portava la barretina frígia, una torxa i un ganivet. Va ésser adorat pels pastors poc després del seu naixement. Va beure aigua de la deu sagrada. Amb el seu ganivet, va tallar el fruit de l'arbre sagrat i amb les fulles d'aquest arbre va confeccionar la seva roba.
Va trobar el brau primordial quan pasturava a les muntanyes. El va engrapar per les banyes i el va muntar, però en el seu galop salvatge, la bèstia el va fer desmuntar. No obstant això, Mitra va seguir aferrat a les seves banyes, i el brau el va arrossegar durant molta estona fins que l'animal va quedar exhaust. El déu el va engrapar per les potes del darrere, i se'l va carregar a l'esquena, llavors el va portar viu, suportant molts patiments, fins a la seva cova. Aquest viatge de Mitra amb el brau a l'esquena s'anomena transitus.
Quan Mitra va arribar a la cova, un corb enviat pel sol el va avisar que havia de realitzar el sacrifici, i el déu, subjectant el brau, li va clavar el ganivet al flanc. De la columna vertebral del brau en va sortir blat, i de la sang en va sortir vi. El seu semen, recollit i purificat per la lluna, va produir animals útils per la humanitat. Van arribar llavors el gos, que es va alimentar del gra, l'escorpí, que es va aferrar als testicles del brau amb les seves pinces, i la serp.

#### La iconografia

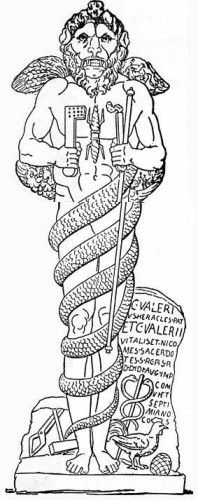
Dibuix de la imatge de Mitra amb cap de lleó trobada al mithraeum de C. Valerius Heracles i fills, del 190 dC a Ostia Antica (Itàlia).

Algunes pintures mostren Mitra transportant una roca a l'esquena, com l'Atles a la mitologia grega, o portant una capa, el folre interior de la qual representa el cel i els astres. A la vora d'un mitreu proper a la Muralla d'Adrià es va trobar una estàtua de bronze de Mitra emergint d'un anell zodiacal en forma d'ou, avui conservada a la Universitat de Newcastle. Una inscripció suggereix que Mitra podria identificar-se amb el déu creador de l'orfisme, Fanes, qui va sorgir de l'ou còsmic al principi del temps, donant existència a l'univers. Reforça aquesta opinió un baix relleu del Museu Estens, a Mòdena, on es veu Fanes sorgint d'un ou, envoltat dels dotze signes del Zodíac, en una imatge molt similar a la conservada a Newcastle. Segons David Ulansey el fet de matar el bou és el que diferencia el mitraisme romà del mitraisme oriental on només se'l troba representat estirant-lo de les banyes.
La imatge principal del mitraisme és la tauroctonia, o Mitra Tauròctons, que representa el moment del sacrifici ritual per Mitra del brau sagrat. Aquesta representació té elements iconogràfics fixos: Mitra apareix amb una barretina frígia i mira la seva víctima amb compassió; en moltes representacions, el cap de Mitra, al temps del sacrifici del brau, es gira cap enrere com si complís la immolació de mala gana. Inclinat sobre el brau, el degolla amb un ganivet sacrificial. De la ferida del toro en raja gra, i al seu costat hi figuren diversos animals: un escorpí que estreny amb les seves pinces els testicles del toro, una serp, un gos que s'alimenta del gra que brolla de la ferida, i un corb. De vegades apareixen també un lleó i una copa. La imatge està flanquejada per dos personatges portadors de torxes, anomenats Cautes i Cautòpates en els quals s'ha vist per alguns autors la simbolització d'una doble epifania de Mitra. L'escena apareix situada en una espècie de cova, tal vegada la representació del mateix mitreu, o, segons algunes interpretacions, del cosmos, ja que hi són presents el sol i la lluna. Un altre tipus de les imatges de Mitra és la del banquet, on està representat ell i el déu Sol menjant junts després d'haver sacrificat el bou. En una imatge del banquet trobada a Fiano Romano, un dels portadors de torxes està assenyalant un caduceu que hi ha a la base d'un altar on hi ha un foc encès.
De vegades Mitras està representat amb cap de lleó i envoltat per dues serps enfrontades com si ell mateix fos un caduceu. La seva boca està oberta, de l'esquena li surten quatre ales i porta una clau a cada mà.Alguns autors no accepten que aquesta imatge representi a Mitras, sinó més aviat sigui una representació d'Ahriman, o de Chronos o potser Zurvan.

#### Les interpretacions
Franz Cumont, autor d'un estudi clàssic sobre la religió de Mitra, interpreta aquesta imatge a la llum de la mitologia iraniana. Vincula la imatge amb textos que es refereixen al sacrifici d'un brau per Ahriman, el déu del mal; de les sagnants restes del brau naixerien després tots els éssers. Segons la hipòtesi de Cumont, l'Ahriman seria després substituït per Mitra al relat mític, i mitjançant aquesta forma, hauria arribat a la Mediterrània oriental.

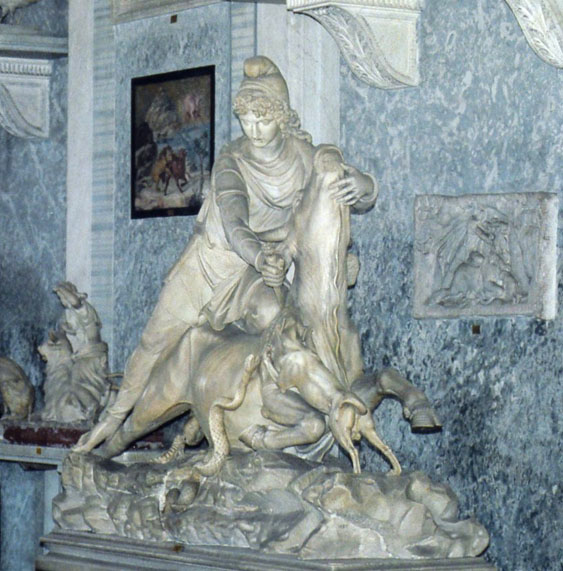
Estàtua de Mitra en els Museus Vaticans

David Ulansey va proposar una explicació radicalment diferent de la imatge de Mitra Tauròctonos, basada en el simbolisme astrològic. Segons la seva teoria, la imatge del Tauròconos és la representació de Mitra com un déu tan poderós que és capaç de transformar l'ordre mateix de l'Univers. El brau seria el símbol de la constel·lació de Taure. En els començaments de l'astrologia, a Mesopotàmia, entre el 4000 i el 2000 aC, el Sol estava damunt de Taure durant l'equinocci de primavera. A causa de la precessió dels equinoccis, el Sol està en l'equinocci de primavera en una constel·lació diferent cada 2.160 anys aproximadament, per la qual cosa va passar a estar a Àries cap a l'any 2000 aC, i va marcar el final de l'era astrològica de Taure.
El sacrifici del brau per Mitra simbolitzaria aquest canvi, causat, segons els creients, per l'omnipotència del seu déu. Això estaria d'acord amb els animals que figuren en les imatges de Mitra Tauròctons: el gos, la serp, el corb, l'escorpí, el lleó, la copa i el brau s'interpreten com les constel·lacions de Canis Minor, Hydra, Corvus, Escorpió, Leo, Aquari i Taure, totes elles en l'equador celeste durant l'era de Taure. La hipòtesi explicaria també la profusió d'imatges zodiacals a la iconografia mitraica. La precessió dels equinoccis va ésser descoberta i estudiada per l'astrònom Hiparc de Nicea al segle ii aC.
Una altra interpretació considera que el sacrifici del brau representa l'alliberament de l'energia de la Naturalesa. La serp, com en el símbol de l'Ouroboros, seria una al·lusió al cicle de la vida; el gos representaria la Humanitat que s'alimenta simbòlicament del sacrifici, i l'escorpí podria ésser el símbol de la victòria de la mort. Els dos companys de Mitra, que porten torxes i es diuen Cautes i Cautòpates representarien, respectivament, el trenc d'alba i la posta del sol. En el cas de la imatge del banquet trobada a Fiano Romano, Robert Turcan ha interpretat que, com que el caduceu és un atribut de Mercuri, i Mercuri era considerat un psicopomp, les flames podrien simbolitzar l'elevació de les ànimes humanes a través del poder de Mitra. Turcan també relaciona aquest fet amb la tauroctonia: la sang del bou sacrificat ha banyat els peus de l'altar i amb aquesta sang les ànimes són enviades cap a les flames amb la guia del caduceu. Ulansey ha fet notar la similitud entre la tauroctonia i el relat de Perseu matant la Gòrgona.
Per als fidels, el sacrifici del brau tenia sens dubte un caràcter salvífic, i la participació en els misteris garantia la immortalitat.

### Els nivells d'iniciació
A l'antiga enciclopèdia Suïda es diu que abans de poder ser iniciat en els misteris de Mitra, l'individu havia de passar unes proves per tal de demostrar la seva aptitud i predisposició. També Gregori de Nazianz esmenta aquestes proves, però sense explicar en què consistien.
En el mitraisme existien set nivells d'iniciació, que poden estar relacionats amb els set planetes de l'astronomia de l'època: la Lluna, Mercuri, Venus, el Sol, Mart, Júpiter i Saturn. En aquest mateix ordre segons la interpretació de Joseph Campbell. La majoria dels membres arribaven només al quart grau -leo-, i només uns escollits accedien als rangs superiors. Els nivells, coneguts gràcies a un text de Sant Jerònim que confirmen diverses inscripcions, eren els següents:
| Nivell                                    | Símbols                                                        | Astres  | Notes                                                                         |  |
| ----------------------------------------- | -------------------------------------------------------------- | ------- | ----------------------------------------------------------------------------- |  |
| Corax (corb)                              | el vas dels sacrificis                                         | Mercuri |                                                                               |  |
| Cryphius (κρύφιος, ocult) Nymphus (espòs) | la corona, l'espasa, el vel i la llàntia                       | Venus   |                                                                               |  |
| Mīles (soldat)                            | el casc, la llança, la bossa (loculus), el timbal i el cinturó | Mart    |                                                                               |  |
| Leo (lleó)                                | corona de llorers, llampec, la pala (batillum) i el sistre     | Júpiter | En els rituals, eren els qui presentaven a Mitra les ofrenes dels sacrificis. |  |
| Perses (persa)                            | l'acínaces,la barretina frígia, la falç i la fona              | Lluna   |                                                                               |  |
| Heliodromus (emissari solar)              | Hèlios, Sol Invictus, la torxa, el fuet, la toga i la corona   | Sol     |                                                                               |  |
| Pater (pare)                              | el casc Coolus, el capell frigi, la vara i l'anell de granat   | Saturn  | Els símbols d'aquest nivell recorden els atributs d'un bisbe cristià          |  |

En els ritus, els iniciats portaven màscares d'animals relatives al seu nivell d'iniciació i es dividien en dos grups: els servidors, per sota del grau de leo i els participants, la resta.

### Els rituals
La reconstrucció dels rituals mitraics ha estat possible gràcies als textos dels Pares de l'Església que critiquen el mitraisme, i de la iconografia exposada en els mitreus.
Les dones estaven excloses dels misteris de Mitra. Quant als homes, sembla que no es requeria una edat mínima per a ser admès, i fins i tot van ésser iniciats diversos nens. La llengua utilitzada en els rituals era el grec, amb algunes fórmules en persa -segurament incomprensibles per a la majoria dels fidels-, encara que progressivament es va anar introduint el llatí.

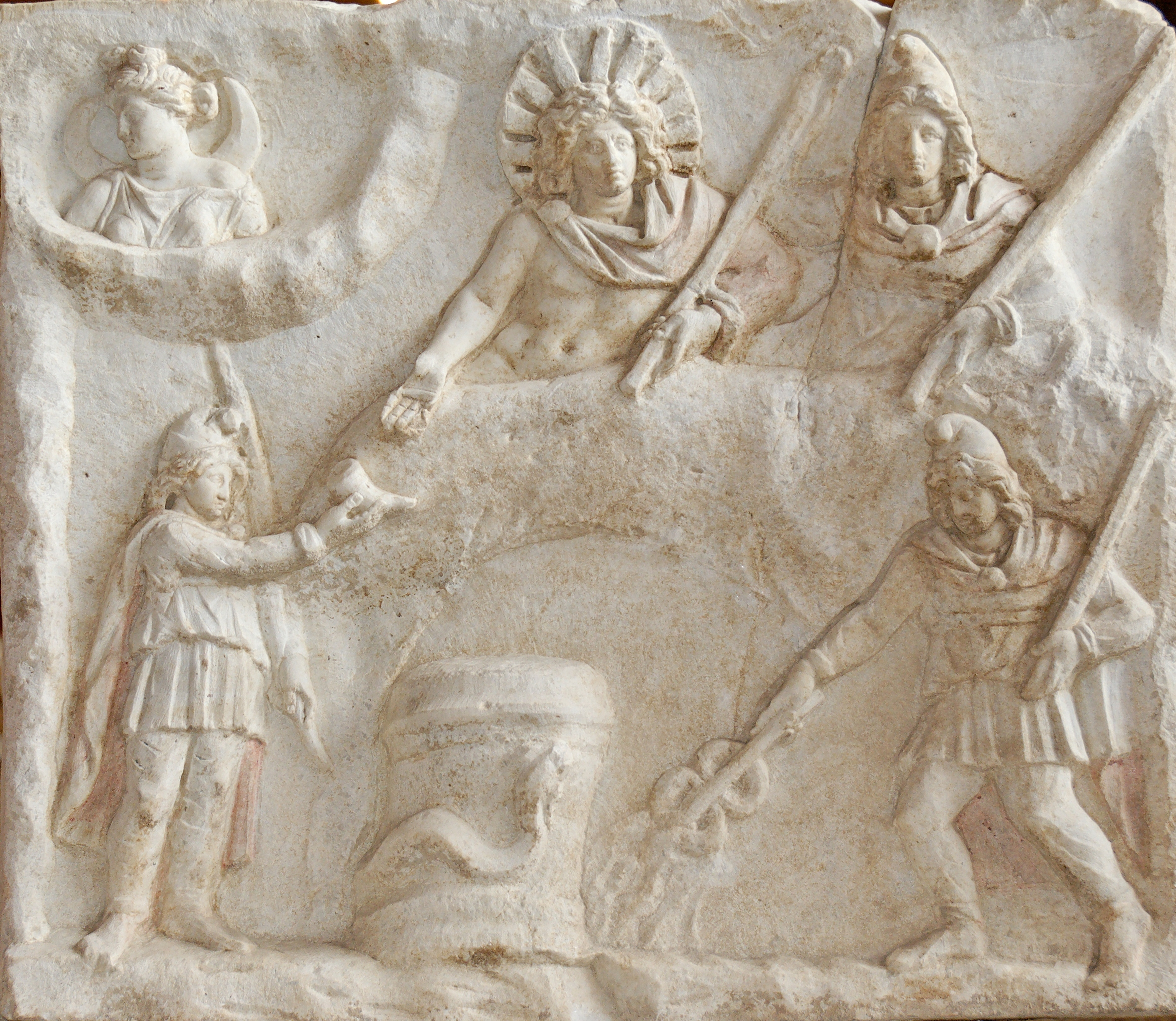
Baix relleu representant el tema del banquet de Mitra, conservat al Museu del Louvre

Sembla que el ritu principal de la religió mitraica era un banquet, que va poder tenir certes similituds amb l'eucaristia del cristianisme. Segons el comentarista cristià Justí el Màrtir, els aliments oferts al banquet eren el pa i l'aigua, però les troballes arqueològiques apunten que es tractava de pa i vi, com en el ritu cristià. Aquesta cerimònia se celebrava a la part central del mitreu, en la qual dos bancs paral·lels oferien espai suficient perquè els fidels poguessin reclinar-se, segons el costum romà, per participar del banquet. Els Corbs (Corax) exercien la funció de servidors als àpats sagrats. El ritu incloïa també el sacrifici d'un brau. També se sacrificaven altres animals.
L'estàtua de Mitra Tauròctons exercia sens dubte una funció en aquests ritus, encara que no està molt clar quina. En alguns mitreus s'han descobert pedestals giratoris, que permetrien mostrar i ocultar alternativament la imatge als fidels.
En algun moment de l'evolució del mitraisme, es va utilitzar també el ritu del tauroboli amb el baptisme dels fidels fent servir la sang d'un brau, practicat també per altres religions orientals. Coneixem per Tertulià la severa condemna cristiana a aquestes pràctiques.
Altres ritus devien estar relacionats amb les cerimònies d'iniciació. Gràcies a Tertulià, es coneix el ritu d'iniciació del Soldat (miles): el candidat era «batejat» (probablement per immersió), se'l marcava amb un ferro roent i finalment se'l provava mitjançant el «ritu de la corona» (se li posava una corona al cap, i el neòfit havia de deixar-la caure, proclamant que Mitra era la seva corona). Posteriorment, els iniciats assistien a una mort ritual simulada, en la qual l'oficiant era un pater, possiblement lligada a la reencarnació com a últim pas de la cerimònia iniciàtica. En el grau de Leo, sabem per Porfiri, que es posava mel a la llengua dels nounats i que aquesta pràctica procedeix del culte iranià en el qual la mel representava la lluna. Per als iniciats majors s'abocava la mel sobre les mans i aquests la llepaven com a senyal de comunió. Segurament, cada nivell d'iniciació tenia el seu propi ritual.

### Les festivitats
El 25 de desembre -coincidint aproximadament amb el solstici d'hivern- es commemorava el naixement de Mitra. També eren sagrats els dies 16 de cada mes. Els adeptes de Mitra santificaven també el diumenge, dia del Sol.

## La història del mitraisme

### Abans de Roma
A la Pèrsia aquemènida la religió oficial era el zoroastrisme, que postula l'existència d'un únic déu, Ahura Mazda. Aquesta divinitat és l'única esmentada a les inscripcions que es conserven de l'època de Darios el Gran (521-485 aC). No obstant això, es conserva una inscripció, trobada a Susa, de l'època d'Artaxerxes II (404-358 aC), en la qual s'esmenta Mitra al costat d'Ahura Mazda i també una altra deïtat anomenada Anahita.

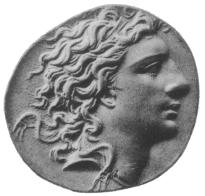
Moneda amb el rostre de Mitridates VI del Regne del Pont, també sobrenomenat Eupator

Existeix vinculació entre aquest Mitra persa, els seus antecessors indoiranians i el de la religió mistèrica de l'Imperi Romà. Així ho va creure l'iniciador dels estudis sobre la religió mitraica, Franz Cumont, però avui dia la qüestió dista d'estar clara.
Un possible indici de la vinculació entre el Mitra persa i el romà pot trobar-se en els regnes de Partia i el Regne del Pont, molts dels reis dels quals van portar el nom de Mitridates, potser relacionat etimològicament amb Mitra. D'altra banda, a Pèrgam, a l'Àsia Menor, escultors grecs van produir els primers baixos relleus amb la imatge de Mitra Tauròctonos. Encara que el culte de Mitra amb prou feines va tenir difusió en l'Hèl·lade, aquestes imatges marquen el camí de Mitra cap a Roma.
La primera referència en la historiografia grecoromana al culte de Mitra es troba en l'obra de l'historiador Plutarc, qui esmenta que els pirates de Cilícia celebraven ritus secrets relacionats amb Mitra l'any 67 aC Però els historiadors moderns no es posen d'acord sobre el moment en què aquesta religió es va començar a practicar en territori de l'Imperi Romà. Basant-se en les proves arqueològiques, Clauss i altres sostenen que el culte no es va introduir fins al segle i dC; Ulansey i altres creuen que, sobre la base dels escrits dels historiadors antics, cal acceptar com a vàlid que ja s'havia introduït al segle i aC. Maarten J. Vermaseren, va elaborar un arxiu amb totes les troballes arqueològiques relacionades amb el mitraisme, l'anomenat Corpus Inscriptionum et Monumentorum Religionis Mithriacae (CIMRM). Segons aquest catàleg la prova més antiga seria una inscripció de l'any 98 dC, que esmenta el nom d'un guàrdia pretorià de nom Claudius Livianus.

### El mitraisme en l'Alt Imperi Romà
És probable que els introductors del mitraisme a l'Imperi Romà fossin els legionaris que havien servit Roma a les fronteres orientals de l'Imperi. Les primeres proves materials del culte de Mitra daten de l'any 71 o 72 de la nostra era: es tracta d'unes inscripcions fetes per soldats romans que procedien de la guarnició de Carnuntum, a la província de Panònia Superior, i que probablement havien estat abans a l'Orient, en guerra contra els parts i en els disturbis de Jerusalem.
Cap a l'any 80 de la nostra era, l'autor romà Estaci esmenta l'escena de la tauroctonia en la seva Tebaida. Plutarc, a la seva Vida de Pompeu, deixa clar que el culte de Mitra era ja conegut a la seva època.
A la fi del segle ii el mitraisme estava àmpliament difós a l'exèrcit romà, així com entre buròcrates, mercaders, i fins i tot entre els esclaus. La major part de les proves arqueològiques procedeixen de les fronteres germàniques de l'Imperi. Petits objectes de culte relacionats amb Mitra s'han trobat en excavacions arqueològiques des de Romania fins a la Muralla d'Adrià.

### El mitraisme en el Baix Imperi
Els emperadors del segle iii varen ésser en general protectors del mitraisme, perquè la seva estructura fortament jerarquitzada els servia per reforçar el seu propi poder. Així, Mitra va esdevenir el símbol de l'autoritat i el triomf dels emperadors. Des de l'època de Còmode, el qual es va iniciar en els seus misteris, els adeptes del culte procedien de totes les classes socials.
Nombrosos mitreus han estat trobats en les guarnicions de frontera de l'imperi. A Anglaterra, n'han estat identificats almenys tres, al llarg del Mur d'Adrià, a Housesteads, Carrawburgh i Rudchester. Restes d'un altre mitreu han estat descoberts a Londres. Altres santuaris de Mitra erigits en aquesta època es troben a la província de Dàcia -on es va trobar el 2003 un mitreu a Alba-Tulia-), i a Numídia, al nord d'Àfrica.
Però cal remarcar que la concentració més alta de mitreus es troba a la mateixa Roma, i a la propera ciutat portuària d'Òstia, amb un total de dotze temples identificats, encara que possiblement en varen existir uns quants centenars. La importància del mitraisme a Roma pot jutjar-se a partir de les troballes: més de 75 peces escultòriques, un centenar d'inscripcions, i ruïnes de temples i santuaris per tota la ciutat i els seus suburbis. Un dels mitreus més destacats, que conserva l'altar i els bancs de pedra, es va construir originalment sota una casa romana -que podria haver estat una pràctica habitual- i sobreviu a la cripta sobre la qual es va construir la Basílica de Sant Climent, a Roma.

### La difusió i l'espai religiós del mitraisme
En el període de màxima esplendor, es considera que el major nombre de temples mitreus a Roma no era superior a cent, i que cadascun d'ells no tenia més d'un centenar de fidels, per la qual cosa el volum de practicants es reduiria a uns deu mil en la metròpoli, segons Windengren. La importància atorgada al mitraisme en l'Imperi Romà ve donada per la seva oberta competència amb el cristianisme i la seva condició de religió militar fortament implantada en les legions, més que pel nombre d'adeptes.

### La fi del mitraisme
A finals del segle iii es va produir un sincretisme entre la religió mitraica i determinats cultes solars de procedència oriental, que van cristal·litzar en la nova religió del Sol Invictus. Aquesta religió va ser establerta com a oficial en l'Imperi l'any 274 per l'emperador Aurelià, qui va erigir a Roma un esplèndid temple dedicat a la nova divinitat. També va crear un cos estatal de sacerdots per retre-li culte, el màxim dirigent del qual portava el títol de Pontifex Solis Invicti. Aurelià va atribuir a Sol Invictus o Sol Yemus les seves victòries a Orient, i aquest culte es va barrejar amb el de Mitra al segle vii aC com a conseqüència d'unes guerres entre els nòmades semites de l'Urartu i els perses indoiranians. Malgrat aquest sincretisme, el mitraisme va seguir existint com a culte no oficial. Molts dels senadors de l'època van professar al mateix temps el mitraisme i la religió del Sol Invictus.
Però aquest període de canvis va marcar el començament de la decadència del mitraisme que, sumat a les pèrdues territorials que l'Imperi va sofrir a conseqüència de les invasions dels pobles bàrbars, i que van afectar territoris fronterers on el culte estava molt arrelat, li va anar restant força. Finalment, la competència del cristianisme, que tenia el suport de Constantí, va robar-li més adeptes. Cal tenir en compte que el mitraisme excloïa les dones, mentre que sí que tenien dret a participar en el culte cristià. El cristianisme va desplaçar el mitraisme durant el segle iv, fins a convertir-se en l'única religió oficial de l'Imperi amb l'edicte de Tessalònica de Teodosi I el Gran (379-395). Va haver-hi alguns intents de revitalitzar el culte de Mitra per part de Julià l'Apòstata (361-363) i de l'usurpador Eugeni (392-394), però no van tenir gaire èxit. El mitraisme va quedar formalment prohibit des de l'any 391, encara que probablement la seva pràctica clandestina es va mantenir durant algunes dècades.
El mitraisme va sobreviure encara fins entrat el segle v en algunes regions dels Alps, i va tornar a la vida tenaçment però efímerament a les regions orientals de l'Imperi, on s'havia originat. Els seus conceptes dualistes van tenir un important paper en el desenvolupament del maniqueisme, religió que resultaria una altra dura competidora per als cristians.

## Les similituds amb organitzacions modernes
Els estudis arqueològics i històrics recents han mostrat que durant els temps precristians, a Egipte, regions del centre d'Àsia i el Mediterrani hi havia diversos corrents religiosos amb un nucli de membres que formaven societats secretes practicants de ritus en els quals s'utilitzaven simbologies basades en les posicions de les constel·lacions, els planetes, el sol i la lluna. Els uns enfocats en el sol, els altres en algun arranjament de les constel·lacions i altres enfocats en planetes. També és possible que aquestes societats secretes antigues hagin tingut una arrel comuna en els corrents que estudiaven i registraven el moviment dels estels, i que van proporcionar moltes de les al·legories que encara s'utilitzen en les religions obertes i tancades modernes, i fins i tot en institucions no religioses com la maçoneria.

### Les similituds amb el cristianisme
La influència del mitraisme en el cristianisme es va deure a l'Església Catòlica, la qual va cristianitzar molts símbols de les religions paganes per difondre el missatge cristià, com per exemple, el 25 de desembre com a data de naixement del Messies. Igualment, hi ha semblances entre creences del mitraisme i ensenyaments bíblics cristians:
- Després del seu naixement, Mitra va ser adorat per pastors.
- El transitus (viatge de Mitra amb el brau sobre les espatlles) recorda al Viacrucis del relat evangèlic.
- El mitraisme era una religió de salvació: el sacrifici de Mitra té com a finalitat la redempció del gènere humà.
- Mitra rebia els apel·latius de La Llum, La Veritat i El Bon Pastor.
- El banquet ritual dels fidels de Mitra té similituds amb l'eucaristia cristiana.
- El dia sagrat del mitraisme era el diumenge, i no el dissabte.
- El naixement de Mitra se celebrava el 25 de desembre.
- Els atributs del Pater, màxim nivell d'iniciació en el mitraisme, eren la barretina frígia, la vara i l'anell, molt similars a la mitra, el bàcul i l'anell dels bisbes cristians.

## Els llocs a visitar
- El museu de Dieburg (Alemanya) exposa troballes d'un mitreu, que inclouen les peces de ceràmica utilitzades en la litúrgia.
- El museu de Hanau (Alemanya) mostra la reconstrucció d'un mitreu.
- El museu de la Universitat de Newcastle (EUA) exposa els objectes trobats en els tres jaciments arqueològics al llarg de la Muralla d'Adrià, i recrea un mitreu.
- La basílica de Sant Climent, a Roma, té un mitreu molt ben conservat.
- La ciutat de Martigny (antiga Octodurus), als Alps Suïssos, mostra un mitreu reconstruït.[36]
- Ostia Antica, port de Roma, on s'han trobat restes de 17 mitreus; un d'ells presenta troballes d'importància substancial.
- El Museu d'Art de Cincinnati exposa un relleu d'un mitreu de Roma que representa Mitra matant el brau.
- El Museu Arqueològic i Etnogràfic de Còrdova (Espanya) exposa l'escultura d'un mitreu trobat a Cabra (Còrdova).